# Šumperk
Šumperk (německy Mährisch Schönberg) je město na severu Moravy v Olomouckém kraji, 46 km severozápadně od Olomouce na řece Desná a na jihozápadním okraji Jeseníků. Žije zde přibližně 25 tisíc obyvatel. Protože leží na křižovatce cest a železničních tratí umožňujících přístup do různých částí Jeseníků a je regionálním centrem kultury, bývá v propagačních materiálech nazýván Živá brána Jeseníků.

## Název
Osada byla založena pod jménem Schönberg ("krásný vrch"). České jméno vzniklo z jeho německé nářeční podoby. S -p- se jméno v češtině začalo psát až koncem 19. století. Přívlastek Mährisch se v němčině užíval od 17. století.
V roce 1948 probíhaly pokusy o přejmenování města, za snahy odstranit německý původ jména. Hlavním návrhem bylo Krásno nad Děsnou, které však bylo odmítnuto kvůli podobnosti s nedalekým Krásném (dnes součástí Hraběšic). Mezi ostatními návrhy se skýtaly další doslovné překlady – Krásná Hora a Krásov, ale i úplné novotvary Kamenec, Jasov, Sadov, Svobodov a Velenov. Nakonec se nabízela i jména reflektující tamější lnářský průmysl: Lensko, Lenslav(a) (podle Bratislavy), Lnářov, či Přadlenov. 

## Historie
Založení města Šumperka spadá do období vrcholu tzv. velké kolonizace 13. století. Přesné datum založení není známo, jelikož se zakládací listina nedochovala. Historikové ovšem vymezili možné založení města mezi léta 1269 až 1276; první zmínka o městu se poté datuje k roku 1281.
Záhy po založení samotného města lokátorem a jeho druhy, kterých bylo patrně 68, se v Šumperku na trvalo usadil dominikánský řád, který si zde v roce 1293 na okraji města založil svůj klášter, ke kterému příslušel i kostel Zvěstování Panny Marie.
Šumperk se již od svých prvopočátků spojených s těžbou kovů poměrně rychle rozvíjel. Ale v průběhu 14. století se markraběcí majetek postupně rozpadal a tak se v roce 1340 šumperské zboží ocitlo v zástavě mocného rodu pánů z Lipé. Avšak již roku 1352 držel Šumperk ve svých rukou zpět markrabě Jan. Jeho syn Jošt udělil poté v roce 1391 městu řadu práv a výsad, mj. i mílové právo, které postavily město takřka na úroveň měst královských.
V 15. století se na šumperském hradě usadil Jiří Tunkl z Brníčka, který nabídl své sídlo ke konání tzv. Šumperského sněmu, kde dne 4. června 1490 zástupci stavů Markrabství moravského a Knížectví slezského sjednali společný postup při přijímání nového krále po smrti Matyáše Korvína, uherského krále. Na pozadí těchto událostí zažívalo město nevídaný řemeslný rozkvět; vždyť roku 1442 byl uznán cech soukeníků a o rovných třicet let později i cech plátenický, vše díky dlouholeté tradici pěstování lnu a chovu ovcí.
V roce 1507 Šumperk získali do svého vlastnictví Žerotínové (dnes Zierotínové), kteří z něj učinili své reprezentativní rodové sídlo. Za panování Petra ze Zierotína byl původní hrad přebudován v renesanční zámek, po požáru v roce 1513 byl mj. opraven klášter i s kostelem a vztyčeny hradby po celém obvodu města. Hospodářská síla dále nabývala na svých rozměrech, což vyústilo ve spor mezi měšťany a chamtivými Petrem ml. a Janem ze Zierotína. Ze sporu nakonec vyšli vítězně měšťané, navíc se stal Šumperk královským komorním městem a Zierotínové se natrvalo přestěhovali do Velkých Losin.

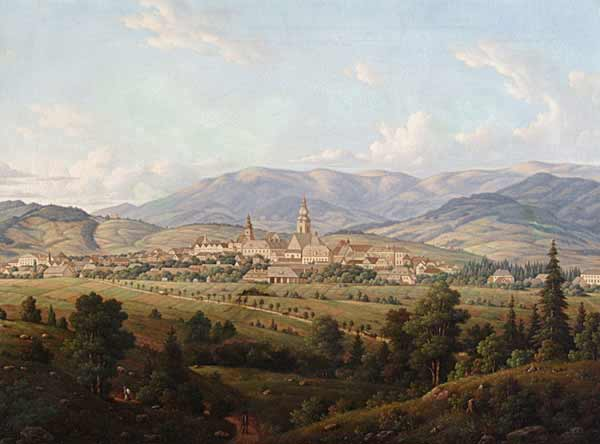
Šumperk roku 1864

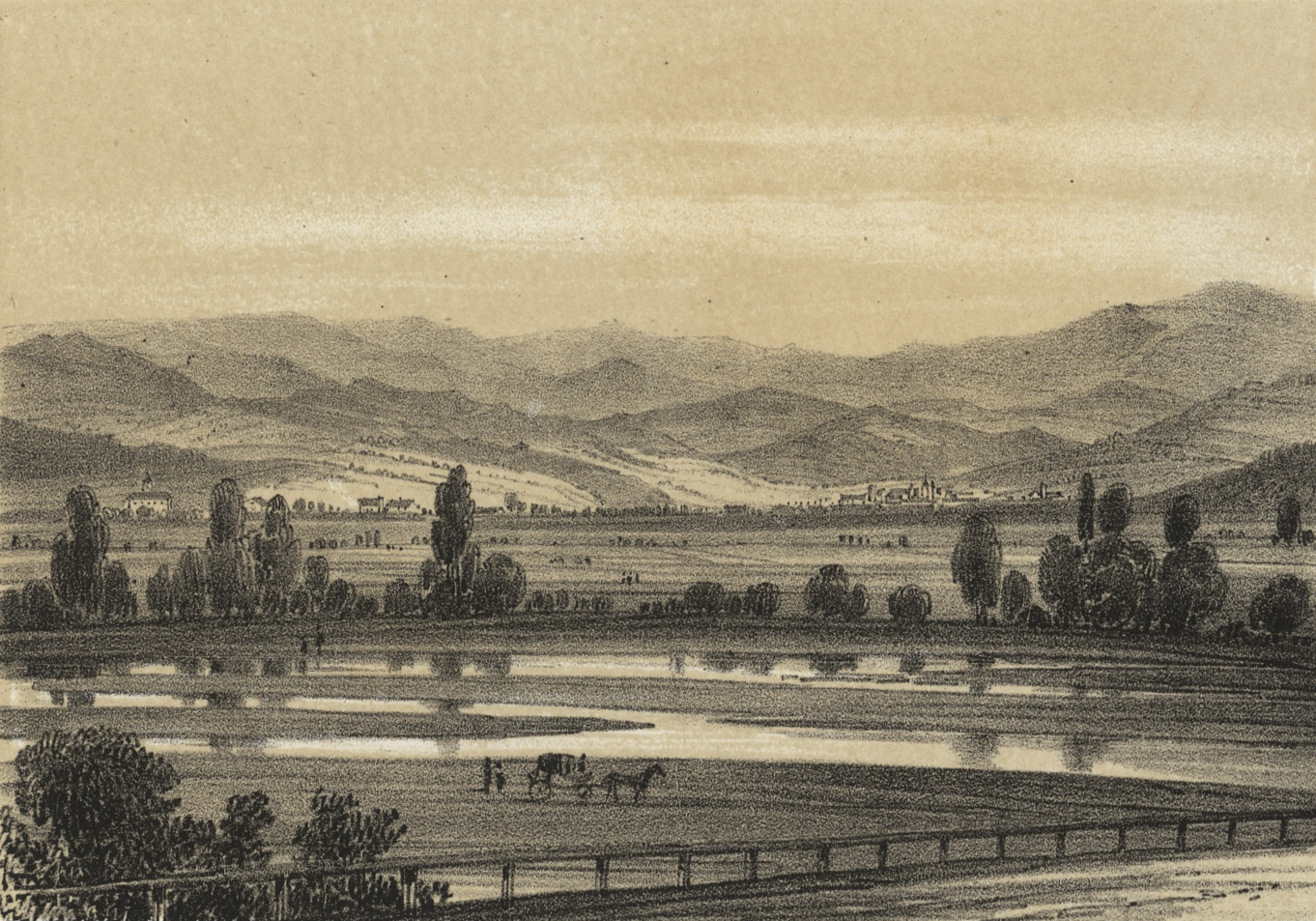
Pohled na Šumperk z nádraží v Zábřehu na Moravě v roce 1845

Následující krátké období svobody a prosperity bylo ukončeno bitvou na Bílé hoře v listopadu 1620. Šumperk tak za aktivní podporu českých stavů upadl roku 1622 do lichtenštejnského poddanství se všemi důsledky rekatolizace. Ve svém průběhu se ale třicetiletá válka města výrazněji nedotkla, kromě roku 1643 a invaze švédských vojsk, která město prakticky vyplenila, z čehož se ale Šumperští brzo vzpamatovali, i když jejich snažení zpřetrhal velký požár v roce 1669. Hrůzy 17. století poté dovršily nechvalně proslulé čarodějnické procesy z let 1679 až 1694, kterým padlo za oběť na 25 obyvatel města v čele s děkanem Kryštofem Lautnerem, Jindřichem Peškem (který se stal jedinou nepokořenou obětí) a rodinou Kašpara Sattlera.
Z těchto katastrof se město postupně vzpamatovávalo v průběhu první poloviny 18. století, čemuž dopomohl i zájem vrchnosti o zemědělské podnikání ve větším měřítku, od čehož byl jen malý krůček k návratu k tradici textilního podnikání. Manufakturní způsob produkce šířící se Evropou zasáhl v 80. letech 18. století i Šumperk, díky tomu se tak zde vyráběl damašek, mezulán, plyš, samet, trip (lesklá látka na sváteční oblečení vyráběná pouze v Šumperku) a manšestr.
S nezadržitelným příchodem průmyslové revoluce přišli a v Šumperku se trvale usadili bohatí a významní vídeňští obchodníci a podnikatelé, kteří na předměstí zakládali početné textilní továrny (na přelomu 19. a 20. století bylo ve městě na 20 velkých a středně velkých textilních továren) a v samotném městě si od významných architektů (např. Theofil von Hansen, Georg Berger nebo Josef a Anton Drexler) nechávali stavět honosné paláce po architektonickém vzoru hlavního města monarchie – Vídně. To s sebou přineslo i lichotivé označení „Malá Vídeň“ a dynamickou expanzi do předměstí.
Dějiny Šumperka ve 20. století byly negativně poznamenány odsunem drtivé většiny původního německy mluvícího obyvatelstva v roce 1945 a okupací sovětským vojskem po roce 1968. Od této doby historické jádro města pustlo a samotné město stále více zahlcovala panelová prefabrikovaná výstavba bytů. Obrat přišel po sametové revoluci v roce 1989, kdy historické centrum bylo Ministerstvem kultury prohlášeno za městskou památkovou zónu a město se tak začalo proměňovat díky vloženým finančním prostředkům, do lepšího vzhledu. V současné době žije v Šumperku, který je propagačně nazýván „Živou bránou Jeseníků“, zhruba 25 tisíc obyvatel (2023).

## Obyvatelstvo

### Počet obyvatel
Počet obyvatel Šumperka od 70. let prudce rostl až do roku 1990, v jehož závěru přesahoval 37 tisíc. O rok později však zaznamenal více než šestitisícový propad, neboť se od něj odtrhly obce Bratrušov, Dolní Studénky, Hraběšice, Rapotín, Rejchartice a Vikýřovice. V následujících dvou letech počet obyvatel znovu stoupal, od roku 1993 se ale trend obrátil.
| Rok            | 1850  | 1869  | 1880  | 1890   | 1900   | 1910   | 1921   | 1930   | 1950   | 1961   | 1970   | 1980   | 1991   | 2001   | 2011   |
| -------------- | ----- | ----- | ----- | ------ | ------ | ------ | ------ | ------ | ------ | ------ | ------ | ------ | ------ | ------ | ------ |
| Počet obyvatel | 7 200 | 7 285 | 8 562 | 10 493 | 11 636 | 13 329 | 13 117 | 15 718 | 17 192 | 19 266 | 23 683 | 31 873 | 30 422 | 29 490 | 26 737 |

### Struktura populace

Věková struktura obyvatel obce Šumperk roku 2011
Rodinný stav obyvatel obce Šumperk roku 2011
Vzdělání obyvatel obce Šumperk roku 2011

## Členění města
Po odtržení obcí Bratrušov, Dolní Studénky, Hraběšice, Rapotín, Rejchartice a Vikýřovice se již Šumperk nečlení na části. Jeho součástí zůstala jen bývalá osada Temenice a město má proto tři katastrální území:
- Šumperk
- Dolní Temenice
- Horní Temenice

## Kultura

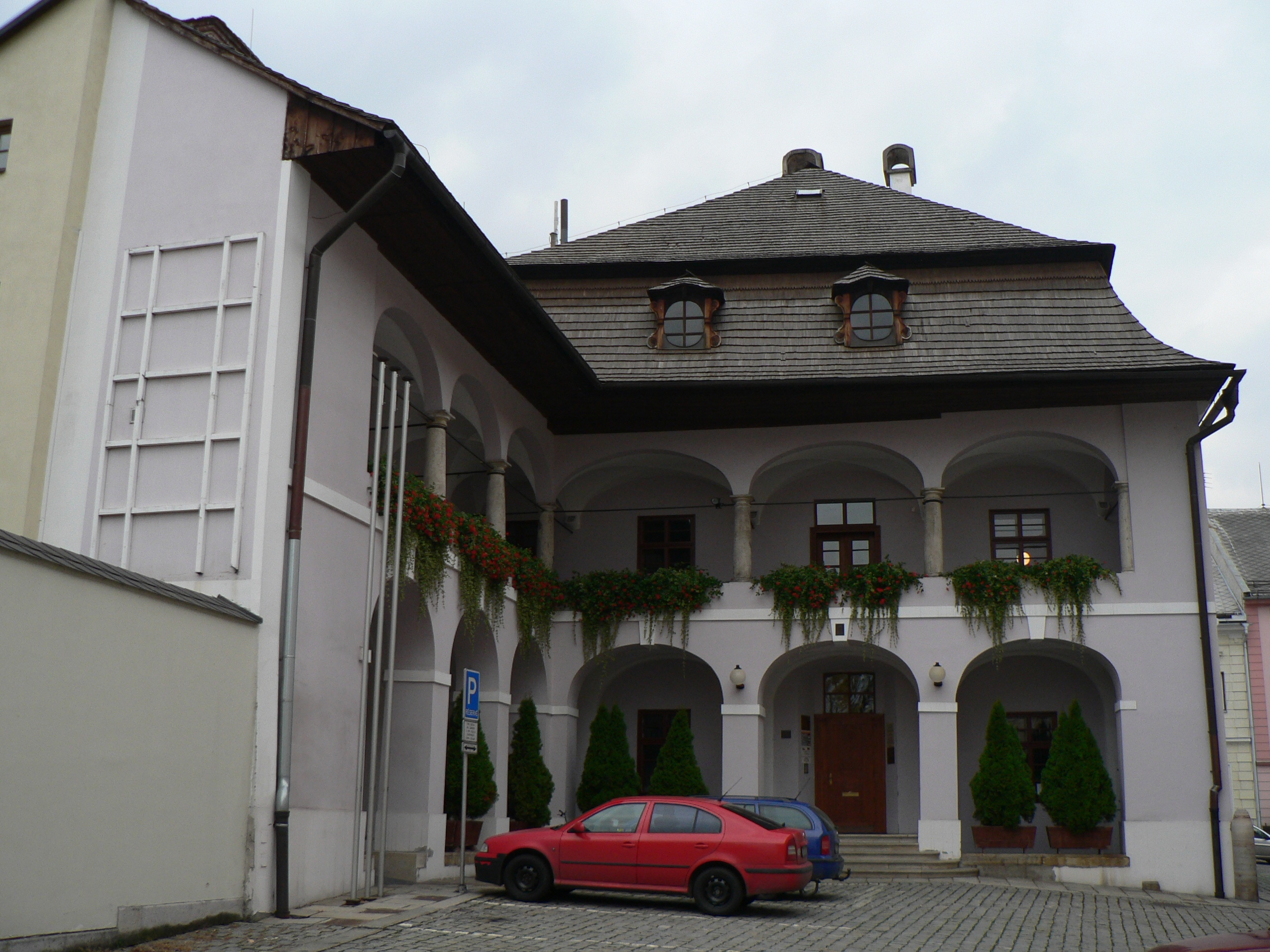
Geschaderův dům (muzeum)

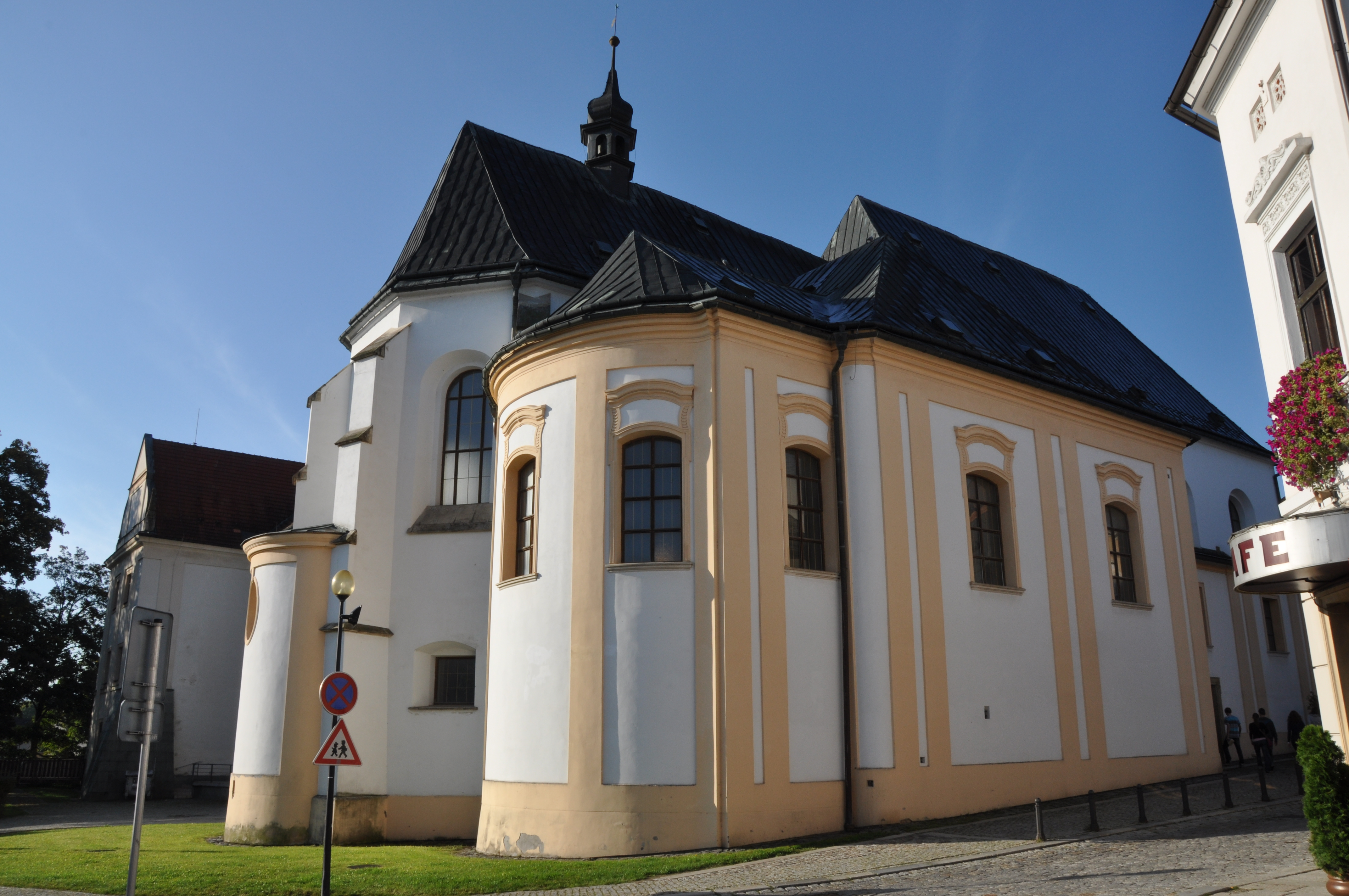
Bývalý kostel Zvěstování P. Marie

### Památky
- Městská památková zóna Šumperk
- Farní kostel sv. Jana Křtitele, gotický, přestavěný po roce 1669
- Bývalý klášterní kostel Zvěstování Panny Marie
- Secesní kostel sv. Jana Evangelisty z roku 1925
- Bývalý hřbitovní kostel sv. Barbory
- Pravoslavný kostel svatého Ducha
- Evangelický kostel
- Radnice
- Textilní továrna – bývalá Klapperothova manšestrová manufaktura[12]
- Vlastivědné muzeum Šumperk
- CHKO Jeseníky (začíná asi 3 km východně od města)
- Šumperský dětský sbor
- Šumperské divadlo
- Pars Nova – Lokomotivka
- Meteorologický altánek (meteorologický sloup)[13]

### Kulturní akce, instituce a zajímavosti
- Blues Alive (festival bluesové hudby – listopad)
- Divadlo Šumperk
- Vlastivědné muzeum v Šumperku
- Dům kultury Šumperk
- Městská knihovna Šumperk
- Kino Oko Šumperk
- Contemporary czech art (nezávislý výstavní prostor – listopad až březen)
- Mezinárodní folklorní festival (festival folklórních tanců – srpen)
- Slavnosti města Šumperka (historické slavnosti – červen)
- Město čte knihu (literárně-filmový festival – listopad)
- Brány památek dokořán (den otevřených dveří památek – duben)
- Dny evropského dědictví (dny otevřených dveří památek – září)
- Džemfest (hudební festival pro mladé – říjen)
- Letní filmová klasika v Kině Oko (prázdninová přehlídka slavných filmů světové kinematografie – červenec a srpen)
- Minifestival filmů (přehlídka filmů vždy jednoho slavného režiséra – září)
- Horování (festival horolezectví a extrémních sportů – listopad)
- Klášterní hudební slavnosti (festival klasické hudby v klášterním kostele – červenec)
- Klasika Viva (celoroční cyklus komorní klasické hudby)
- Středisko volného času a zařízení pro další vzdělávání pedagogických pracovníků Doris Šumperk
- Šumperský okrašlovací spolek, z.s.
- PechaKucha Night Šumperk
- Šumperský majáles
- Poesiomat – u městských hradeb

Samospráva města od roku 2010 pravidelně 5. července vyvěšuje zlato-červenou moravskou vlajku.

## Sport
- Draci Šumperk, hokejový tým působící v 2. hokejové lize.
- FK Šumperk, fotbalový tým hrající Moravsko-slezskou divizi, skupina D
- TJ Šumperk, basketbalový tým
- VTJ Dukla Šumperk
- TJ Šumperk, oddíl slalomu na divoké vodě
- Cannibals baseball Šumperk, baseballový tým
- Asper Šumperk, florbalový tým
- Jesenická stovka, běžecký závod na 104 km se startem a cílem v Šumperku
- Šumperk Dietos – tým amerického fotbalu
- Mladí Hasiči Šumperk – Temenice
- KK Šumperk – kuželkářský klub
- TJ Šumperk, volejbalový tým
- TJ Šumperk, oddíl vzpírání

#### Účastníci Olympijských her narozeni v Šumperku
- Jiří Dopita (* 1968), ZOH 1998, ZOH 2002 (hokej)
- Jan Hudec (* 1981), ZOH 2010, ZOH 2014, ZOH 2019 (alpské lyžování)
- Vítězslav Jureček (* 1960), ZOH 1984 (biatlon)
- Jarmila Klimešová (* 1981), LOH 2004, LOH 2008, LOH 2012 (atletika – hod oštěpem)
- Lenka Koloušková (* 1967), LOH 1988, LOH 1992 (střelba)
- Martina Konopová (* 1986), ZOH 2010 (Freestyle lyžování)
- Adam Kotzmann (* 1993), ZOH 2018 (alpské lyžování)
- Radoslav Kováč (* 1979), LOH 2000 (fotbal)
- Daniel Kunce (* 1971), ZOH 1998, ZOH 2002 (hokej)
- Ludmila Švédová (1936 – 2018), LOH 1960 (sportovní gymnastika)
- Aleš Valenta (* 1973), ZOH 1998, ZOH 2002, ZOH 2006 (Freestyle lyžování) ZOH 2002 (vlajkonoš na zahajovacím a závěrečném ceremoniálu)
- Ivana Večeřová (* 1979), LOH 2004, LOH 2008 (basketbal)
- Dušan Žáček (* 1961), LOH 1980 (basketbal)[15]

## Doprava

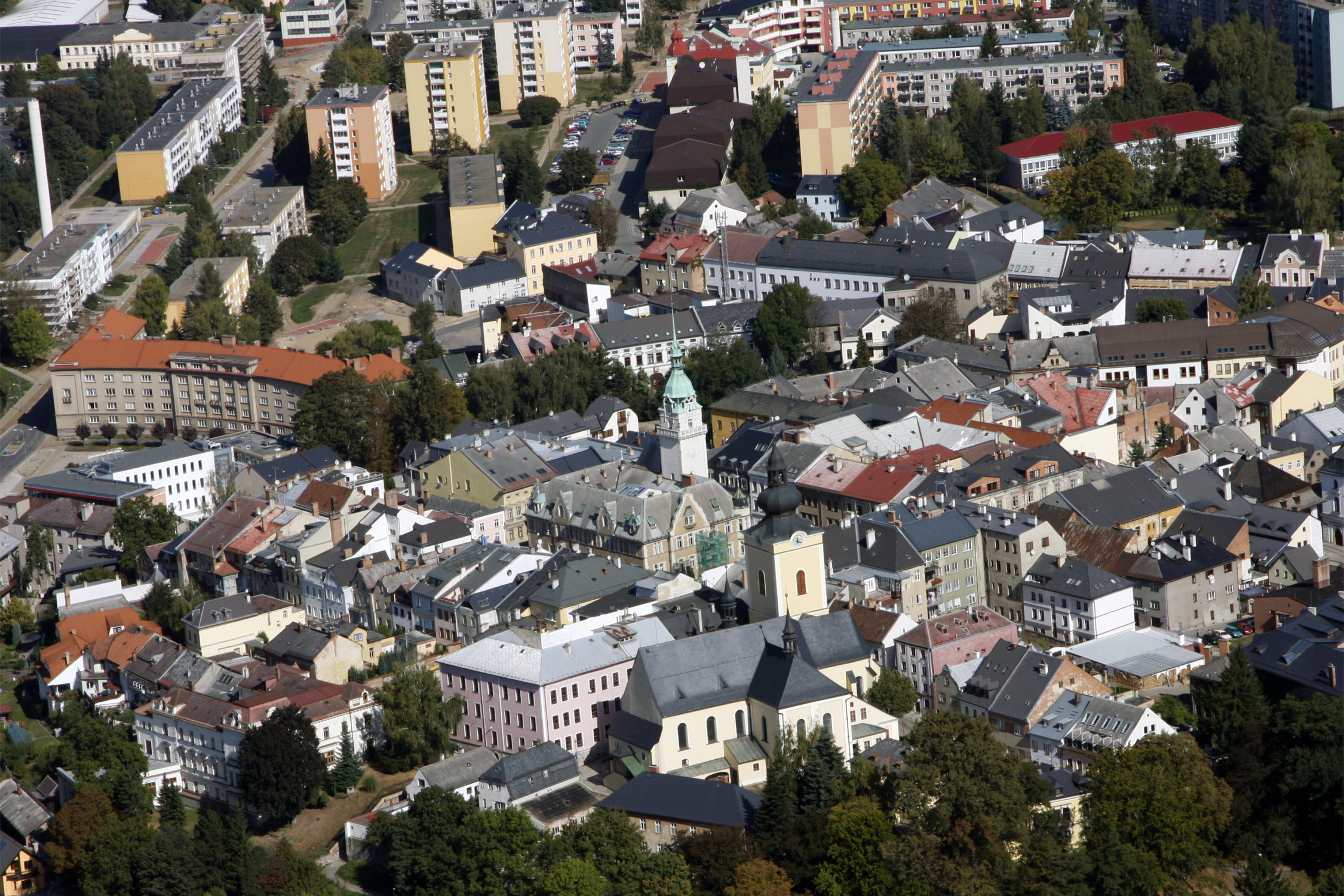
Letecký pohled na centrum – v popředí kostel sv. Jana Křtitele, za ním radnice s věží

Šumperkem prochází peáž dvou silnic I. třídy: silnice I/11 (Hradec Králové – Ostrava) a silnice I/44 (Mohelnice – Jeseník). S ní se zde křižuje silnice II. třídy II/446. V šumperském železničním uzlu se setkávají celostátní tratě č. 290 (z Olomouce), č. 270 (ze Zábřeha) a č. 292 (směr Hanušovice a Jeseník), a regionální trať 291 (Železnice Desná). Trať ze Zábřeha je od roku 2009 elektrifikovaná a zajišťuje nejrychlejší napojení na třetí železniční koridor (13 km, 12 až 20 minut). Trať 291 je elektrifikovaná od roku 2015.

### Městská hromadná doprava
Městskou hromadnou dopravu zajišťuje společnost Arriva Morava. Skládá se z pěti městských linek, které jezdí v tarifní zóně 1. Systém městské hromadné dopravy se skládá z autobusů.

### Letecká doprava
Letiště Šumperk se nachází zhruba 5 km od centra města směrem k vodní nádrži Krásné. Letiště (ICAO: LKSU) je veřejné vnitrostátní letiště, využívané je hlavně pro sportovní a rekreační účely.

## Osobnosti
Viz Seznam osobností Šumperku

## Partnerská města[16]
- Bad Hersfeld, Německo
- Maarssen, Nizozemsko
- Nysa, Polsko
- Prievidza, Slovensko
- Vaasa, Finsko
- Ebreichsdorf, Rakousko
- Mikulov, Česko
- Polock, Bělorusko (spolupráce platná do roku 2010)
- Sulmona, Itálie

## Fotogalerie

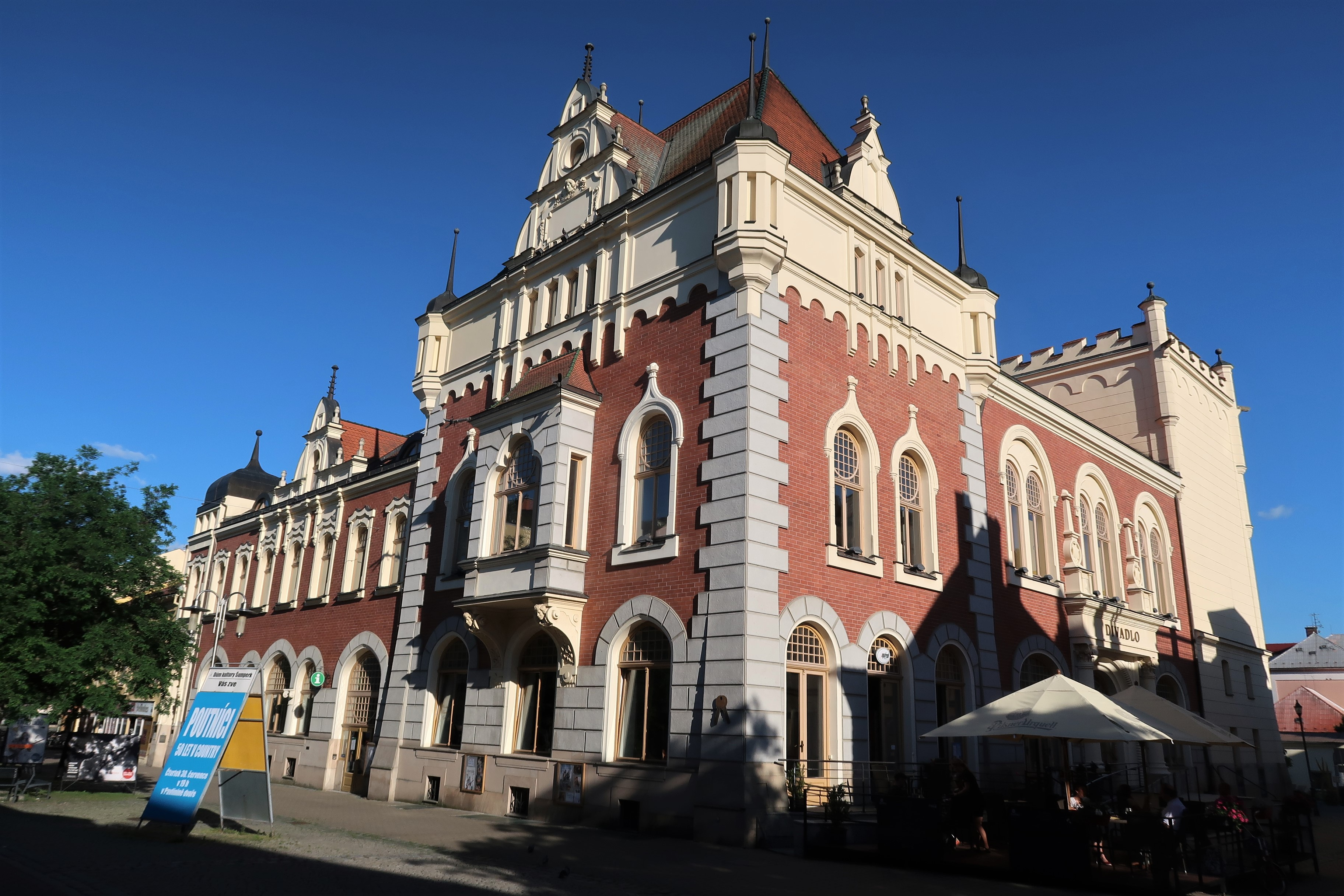
Budova Městského divadla (bývalý Německý spolkový dům, 1901–1902
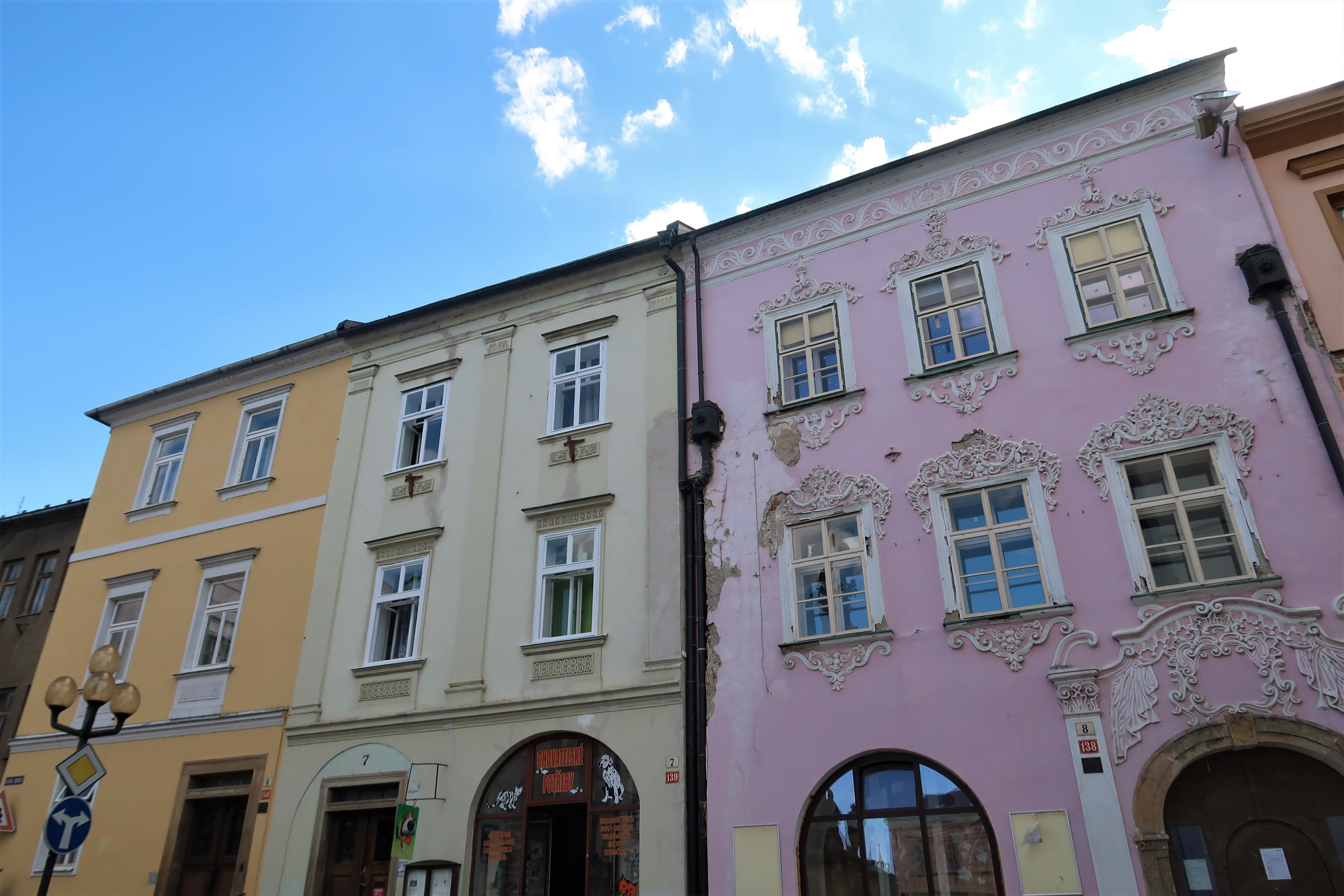
Městská památková zóna Šumperk, západní část Náměstí Míru
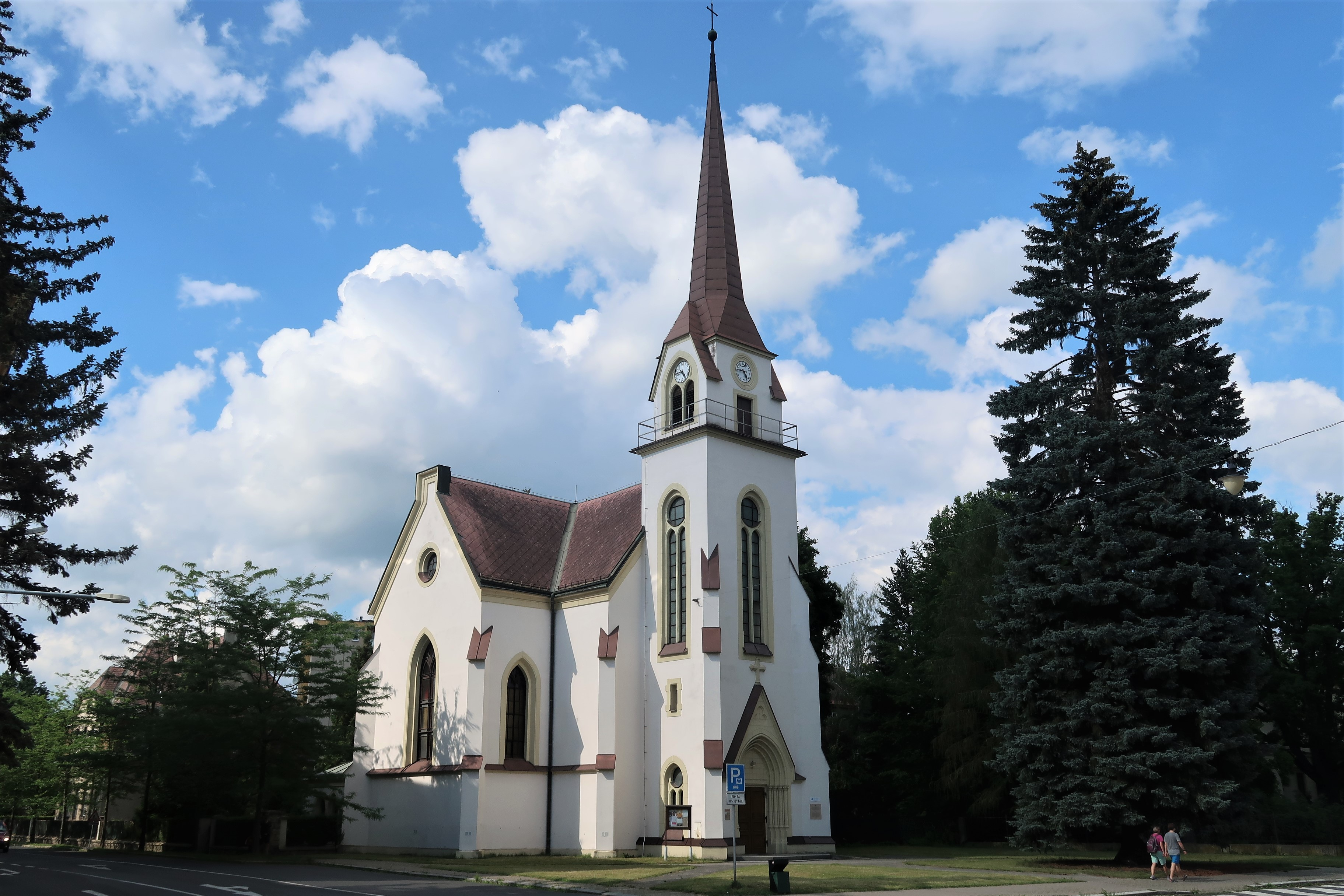
Evangelický kostel na Náměstí Svobody
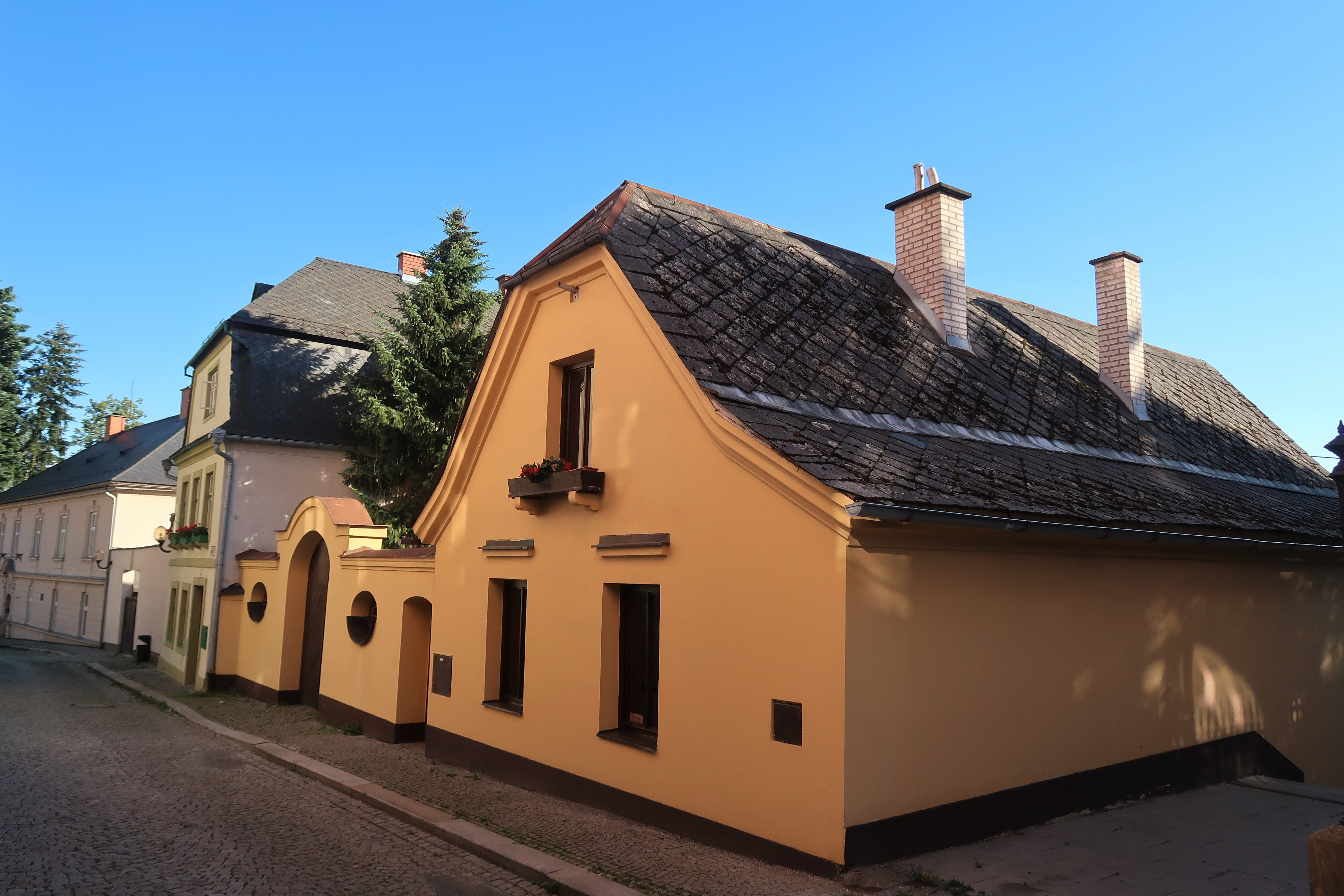
Kostelní náměstí
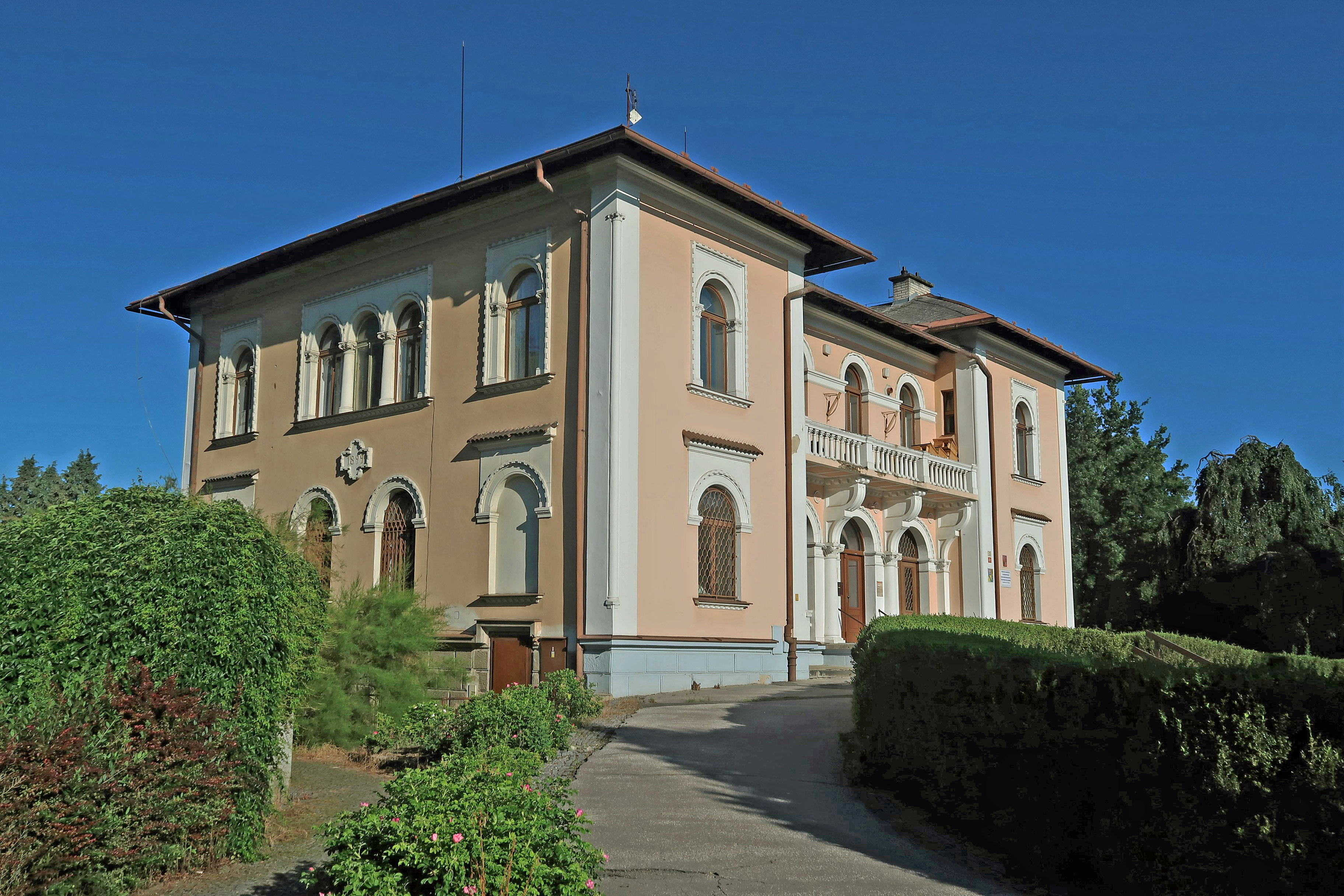
Vila Chiari (též vila Doris, 1899)
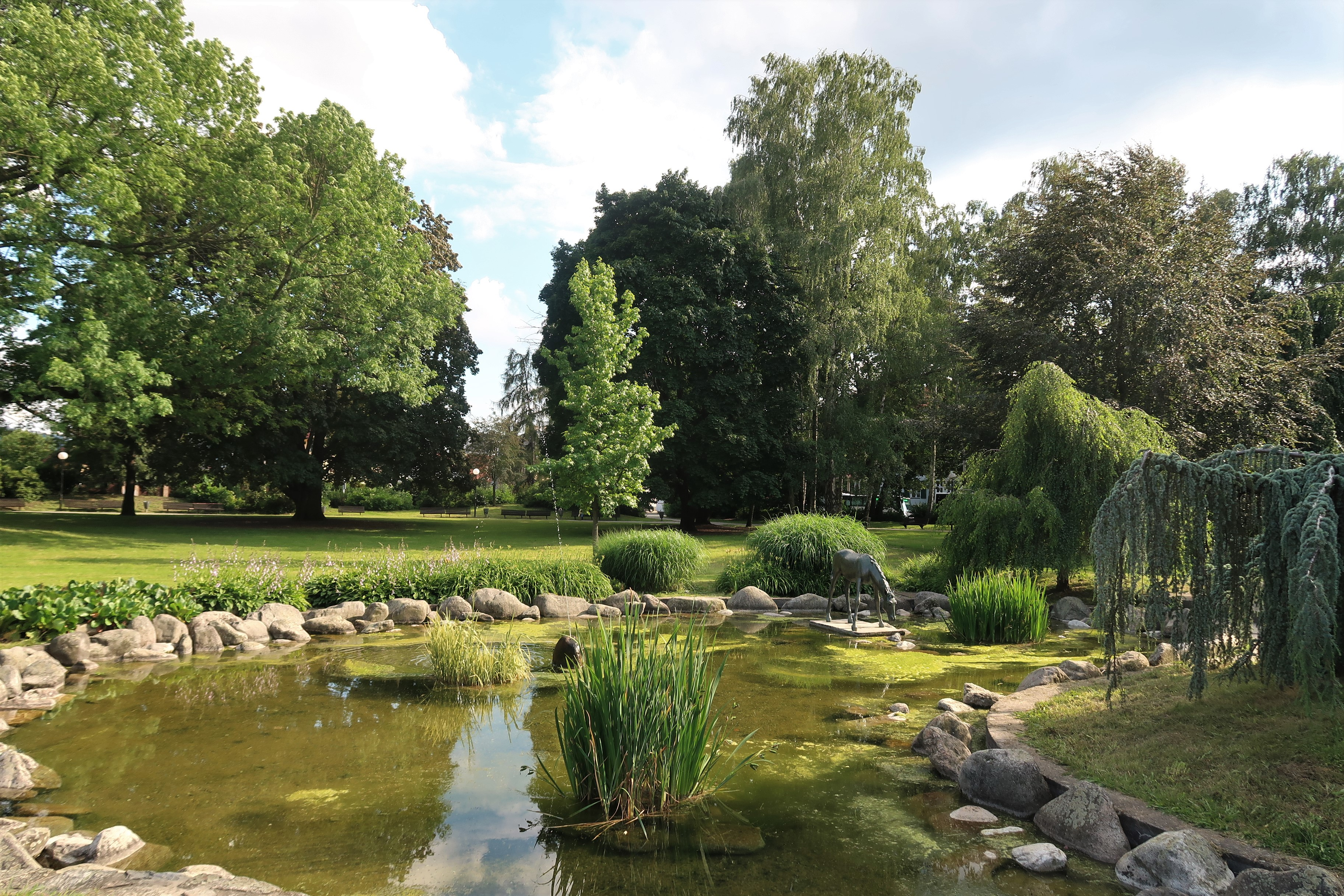
Sady 1. máje (bývalá zahrada vily Chiari)
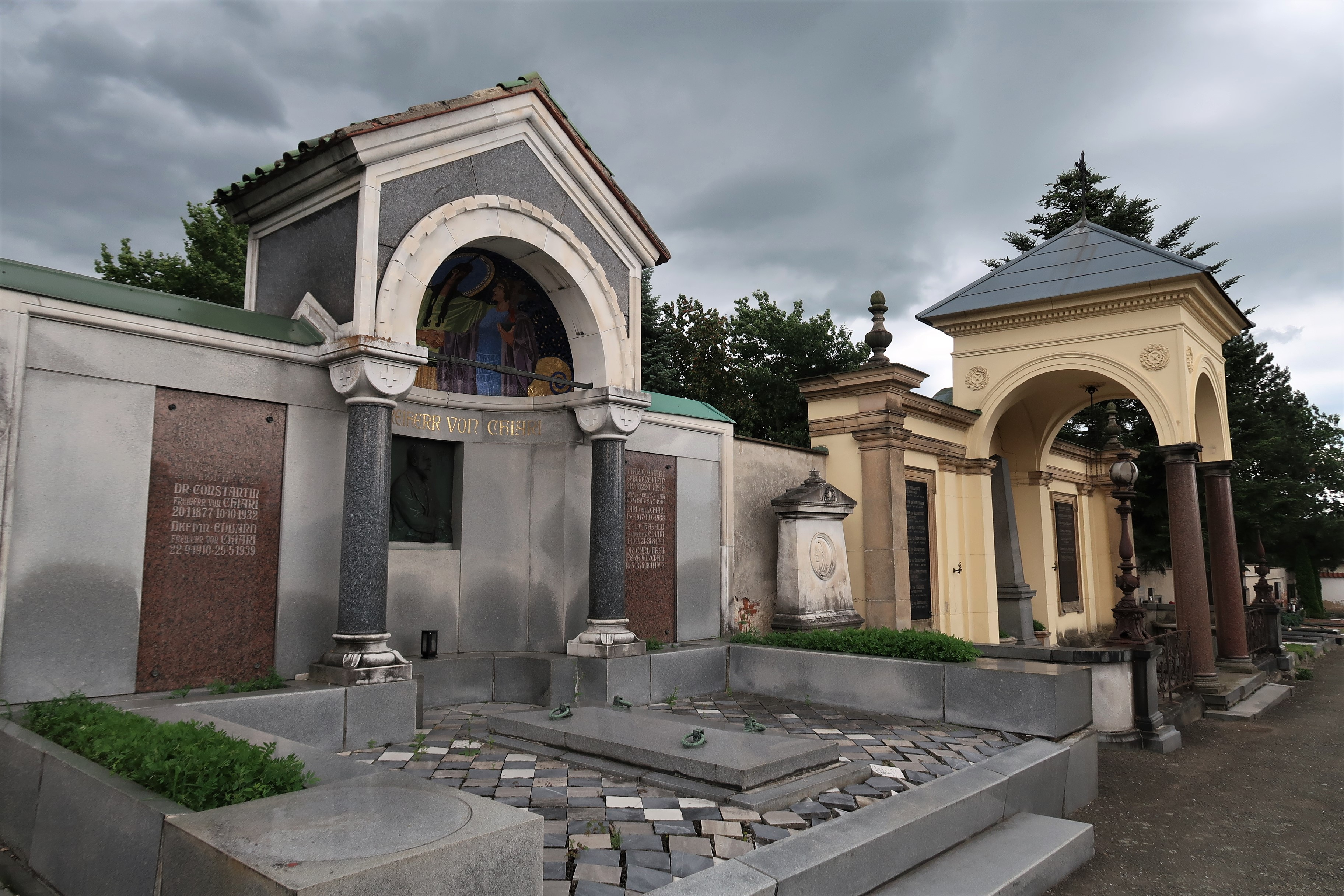
Městský hřbitov, hrobky rodin Chiari a Seidl
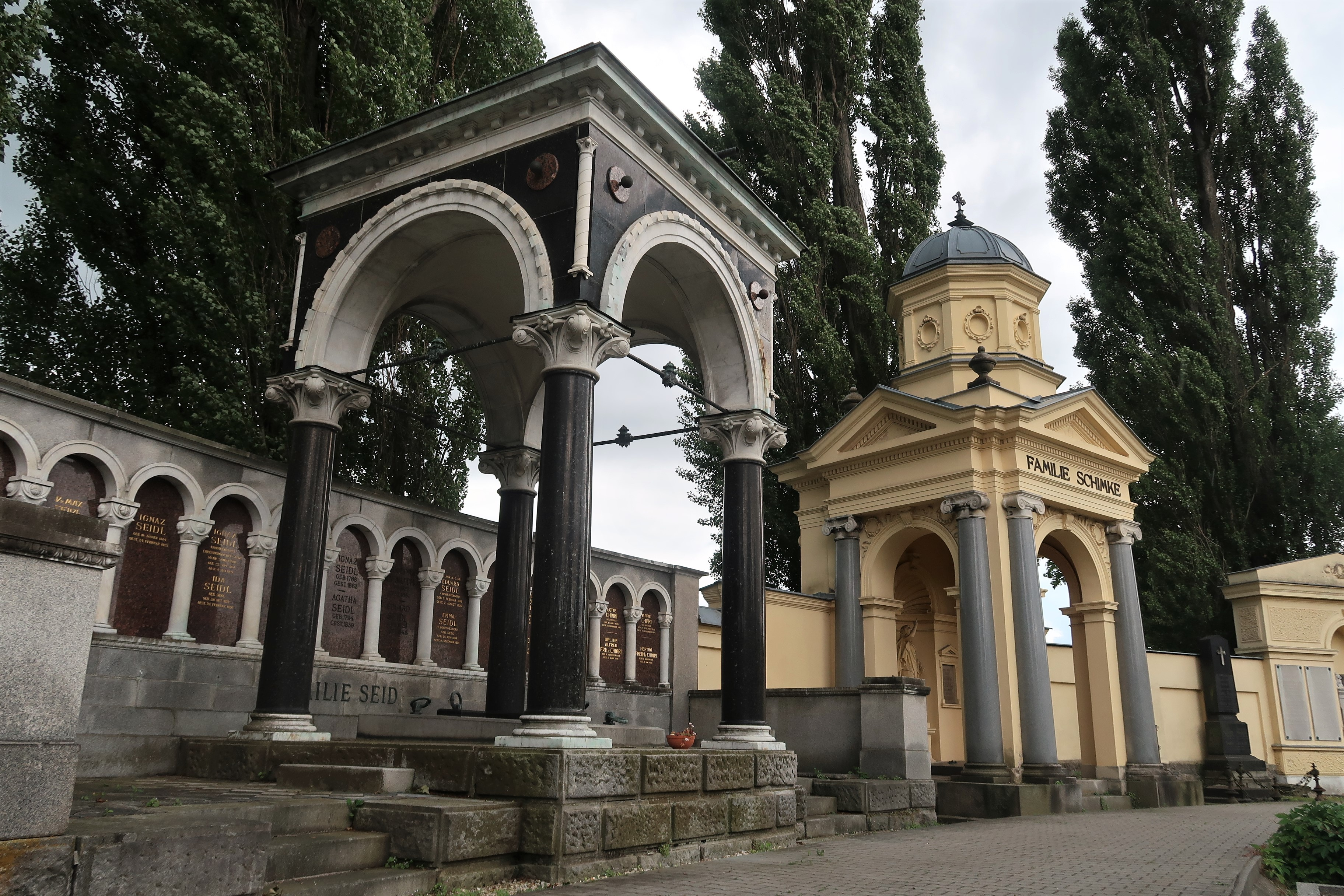
Městský hřbitov, hrobky rodin Oberleithner a Schimke
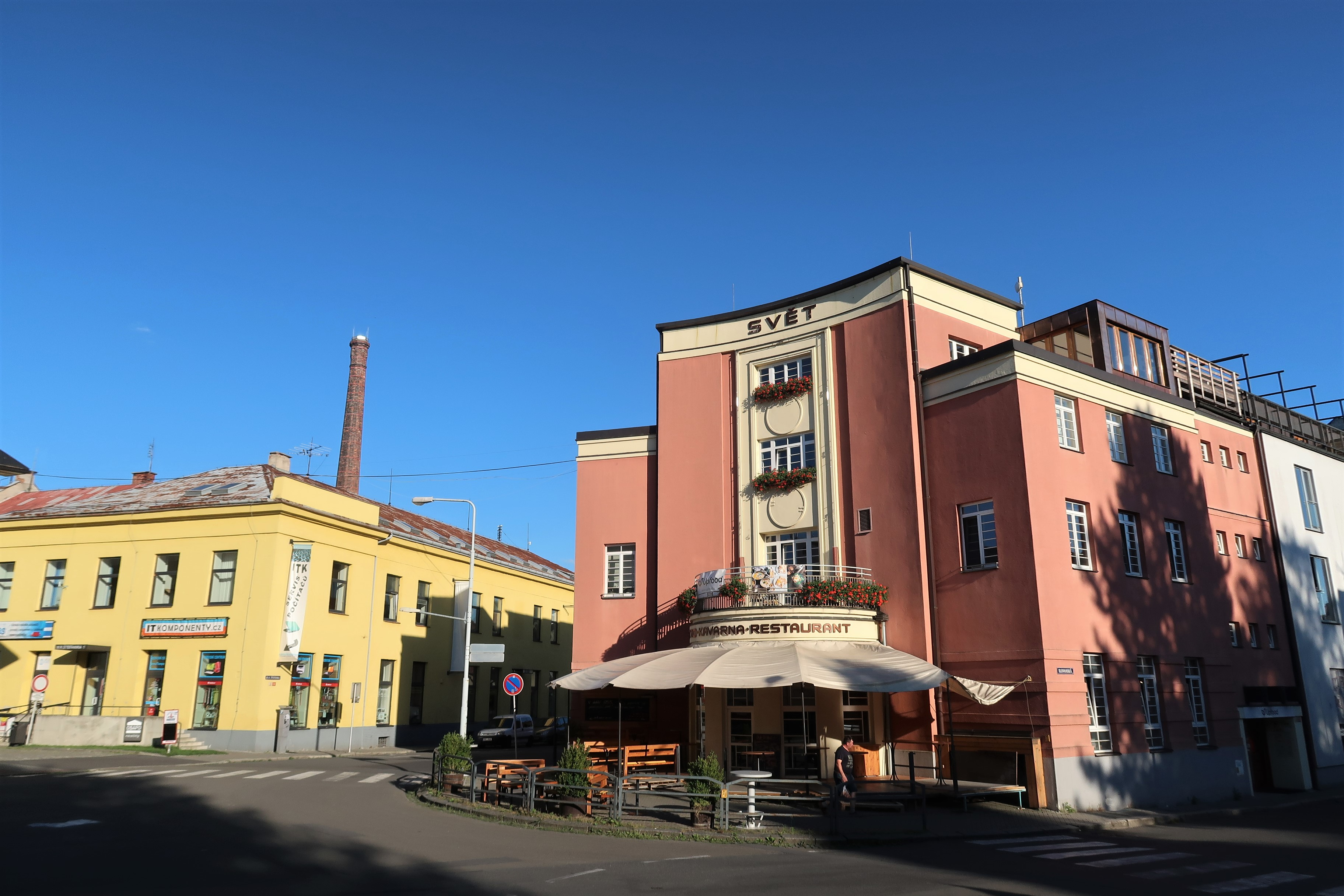
Kavárna Svět (bývalé kino Saxinger, 1920–1921), Slovanská ulice
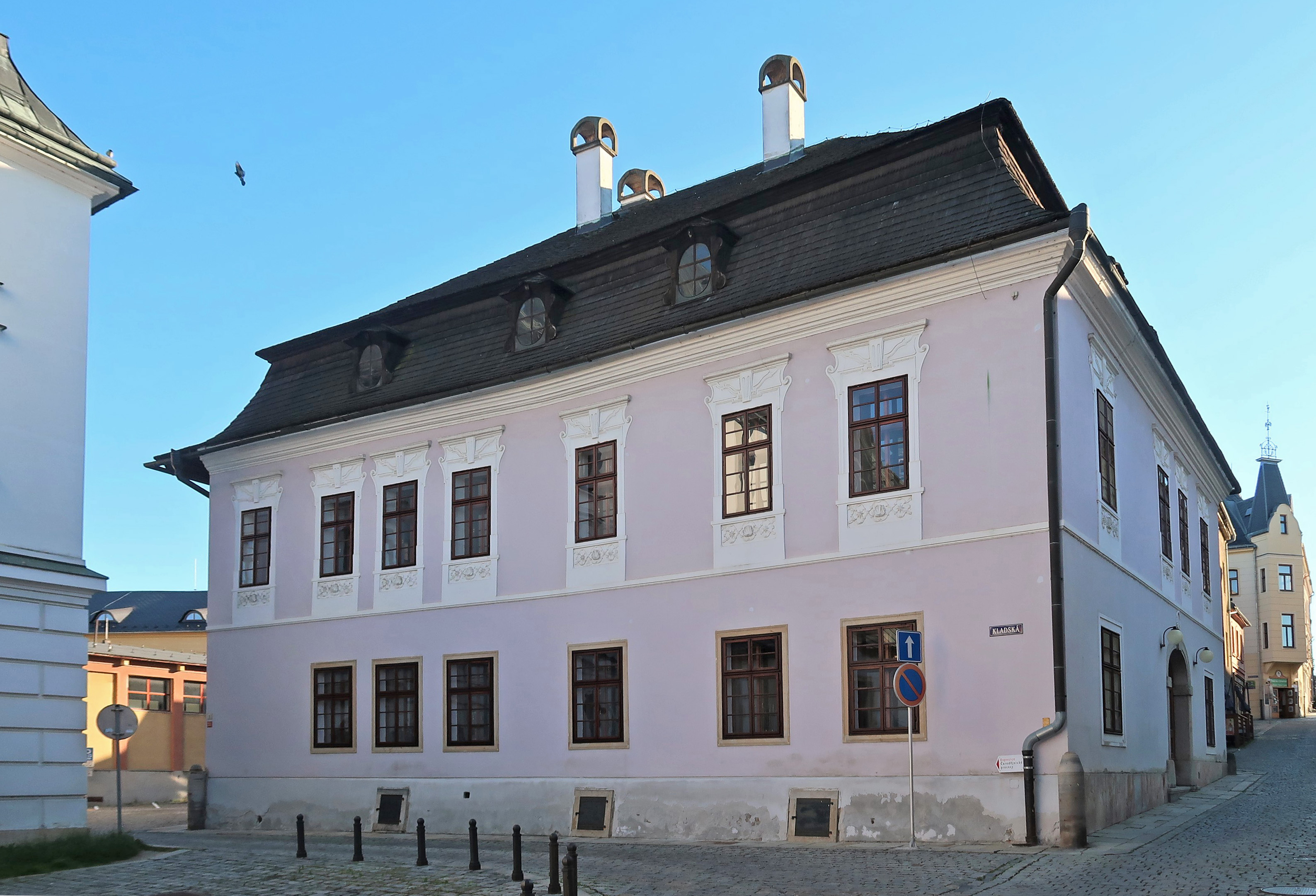
Městská památková zóna Šumperk, Geschaderův dům
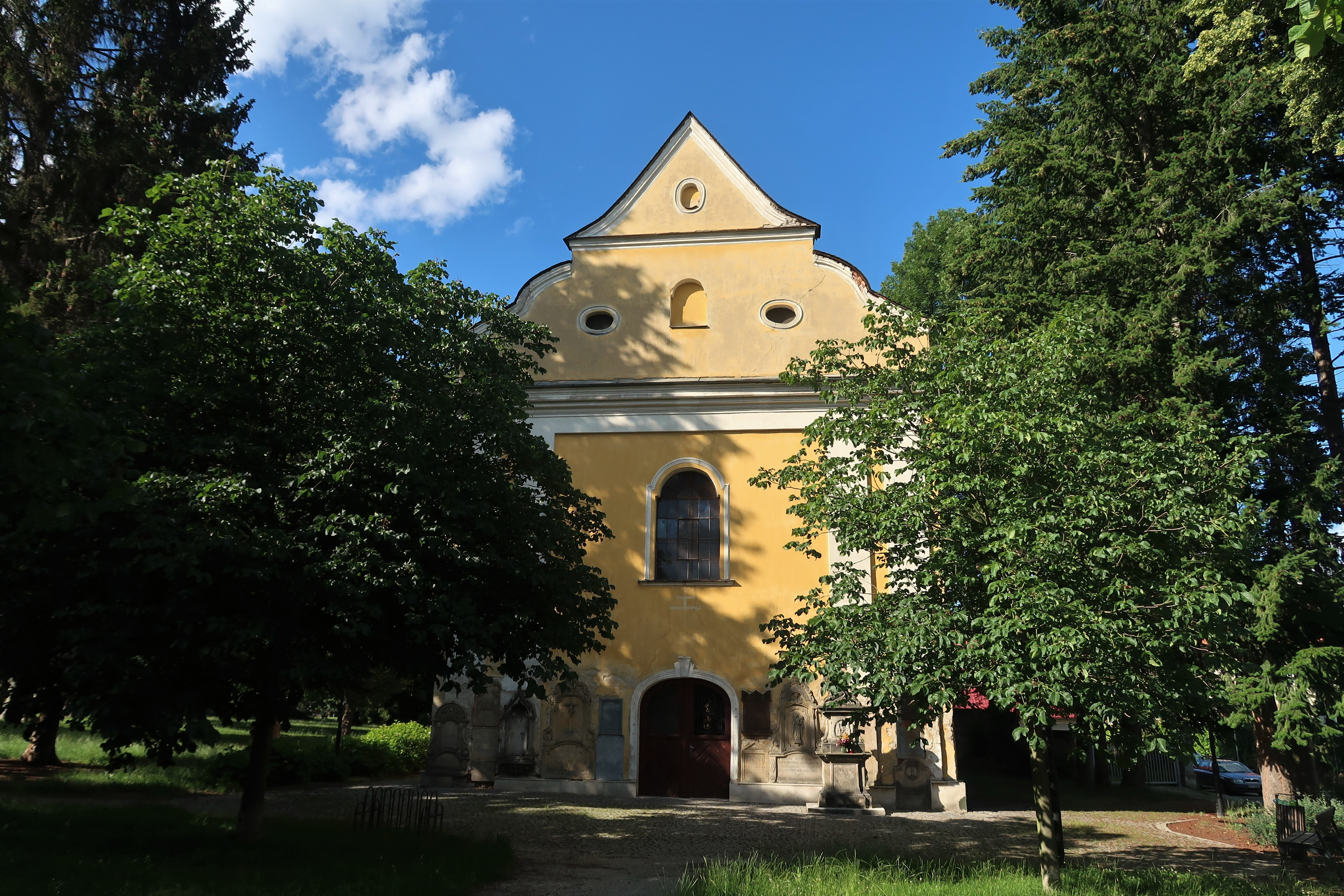
Hřbitovní kostel sv. Barbory
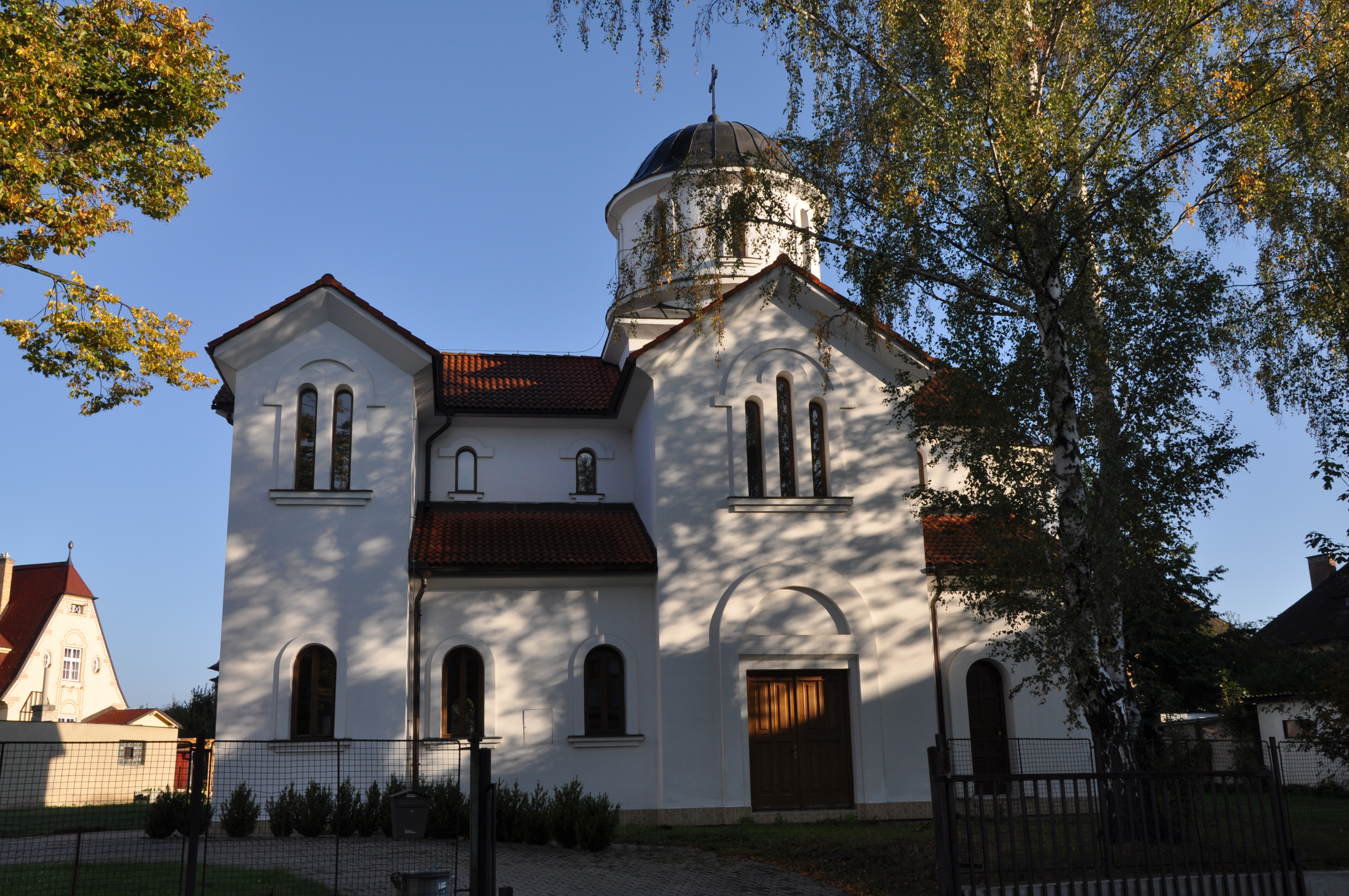
Pravoslavný kostel sv. Ducha
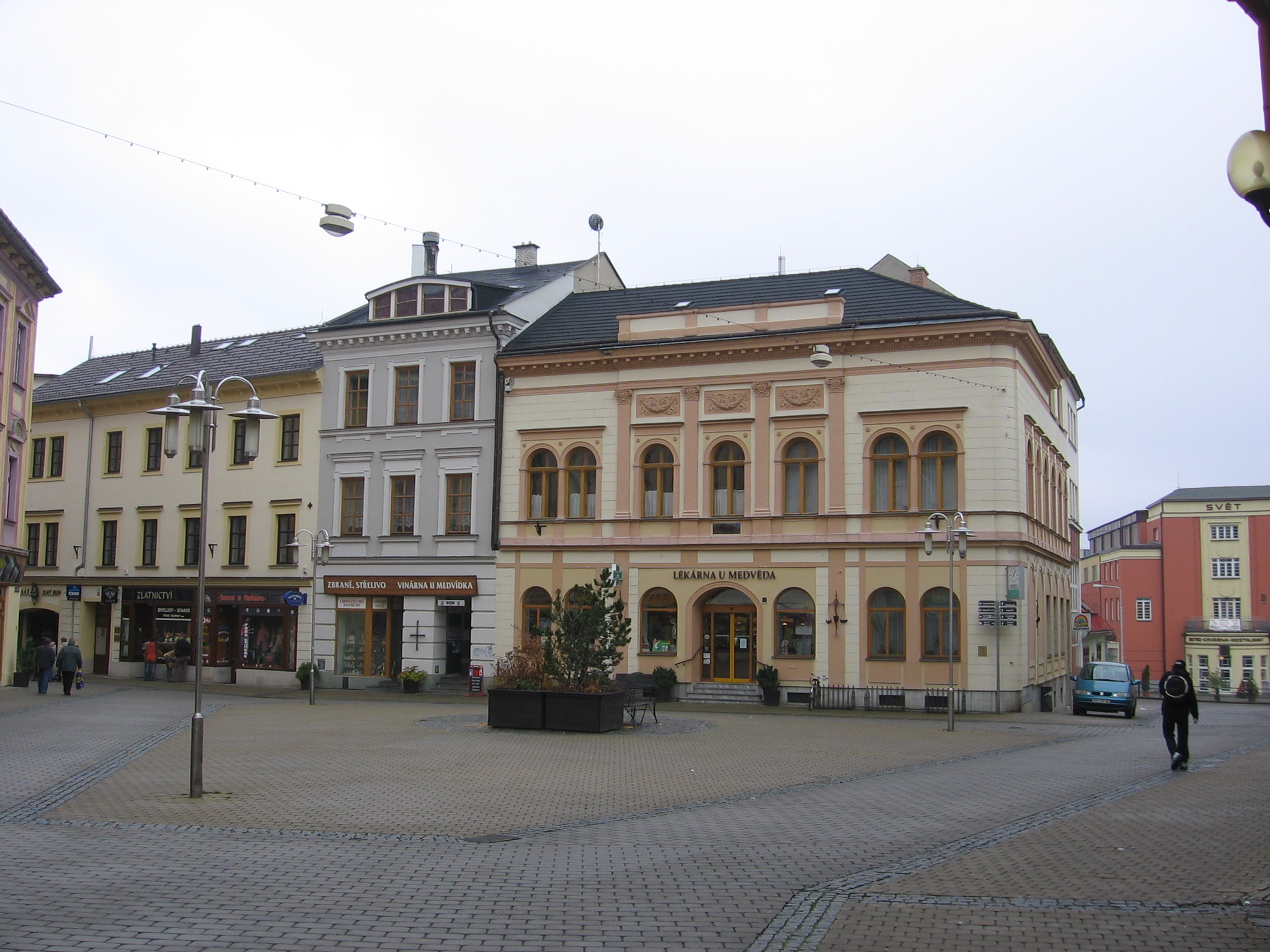
Část hlavní třídy – tzv. Točák
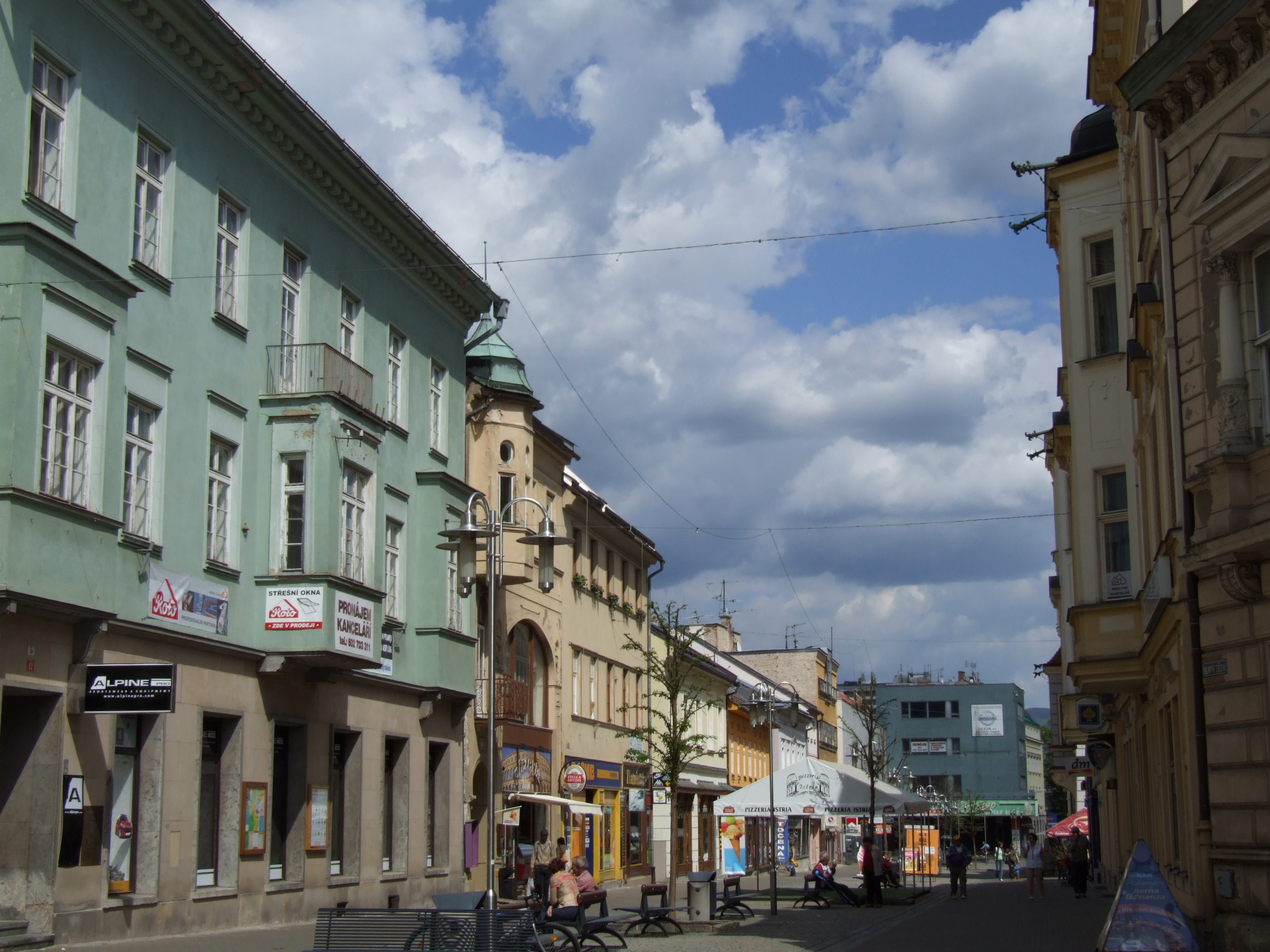
Část hlavní třídy
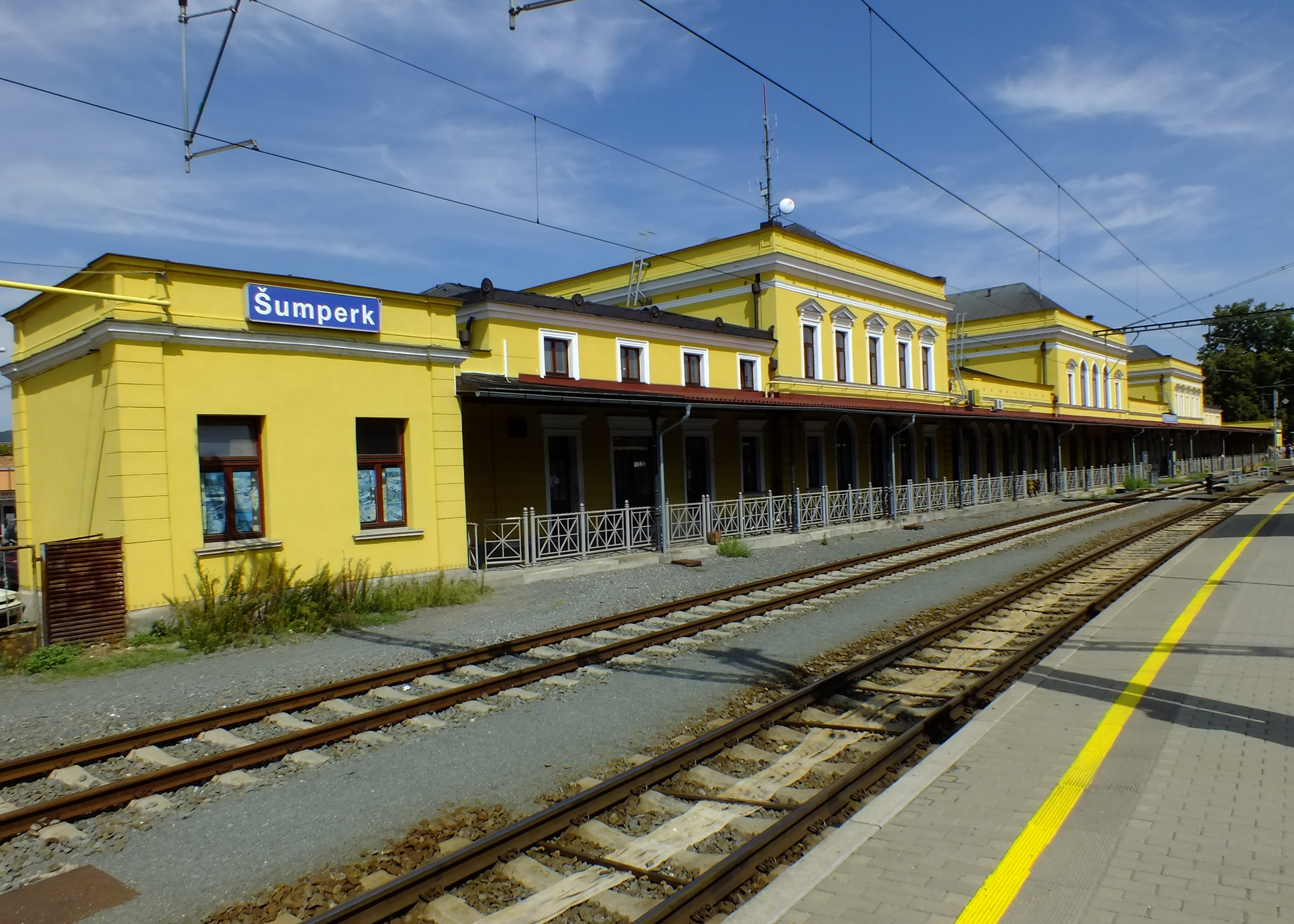
Vlakové nádraží
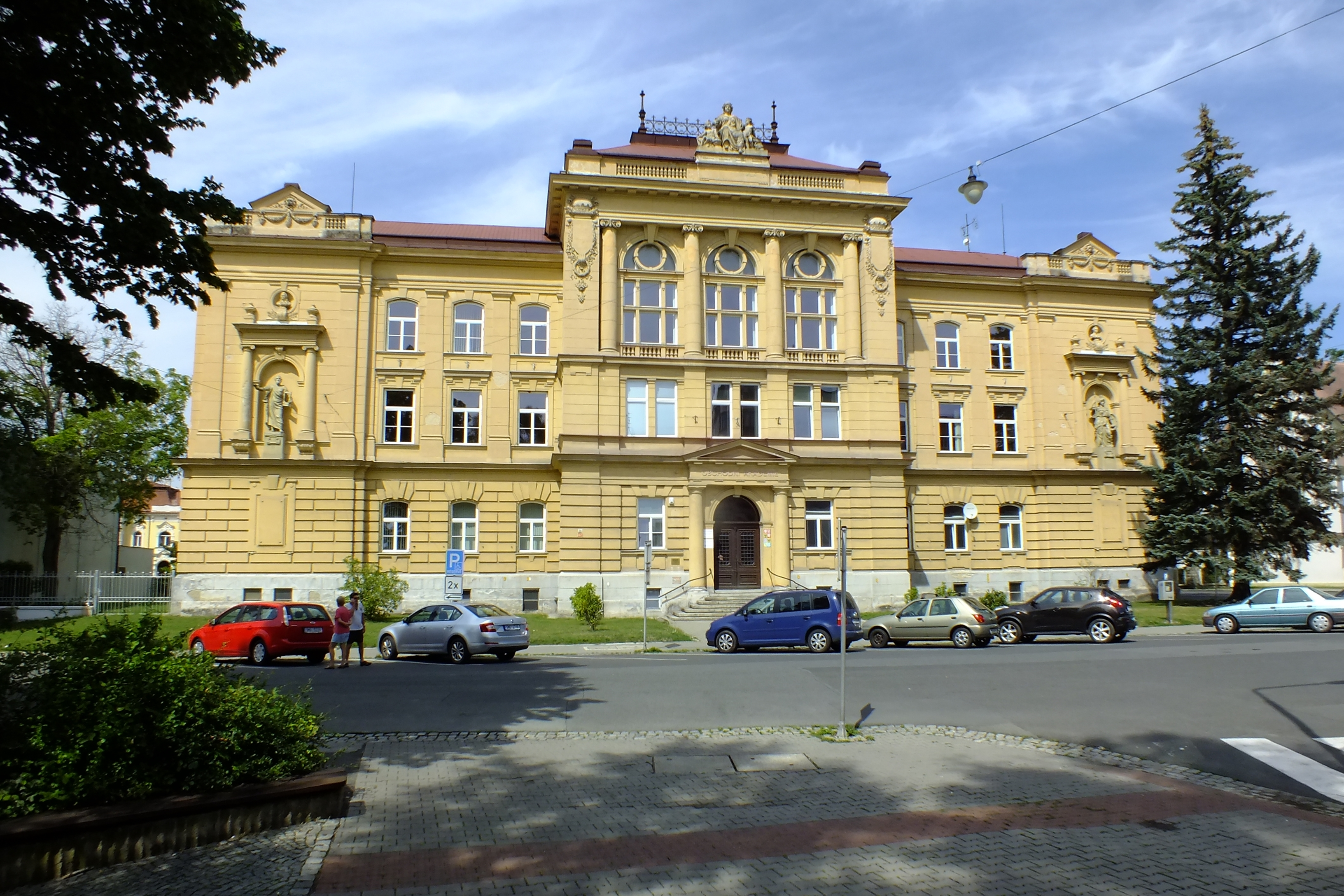
Obchodní Akademie
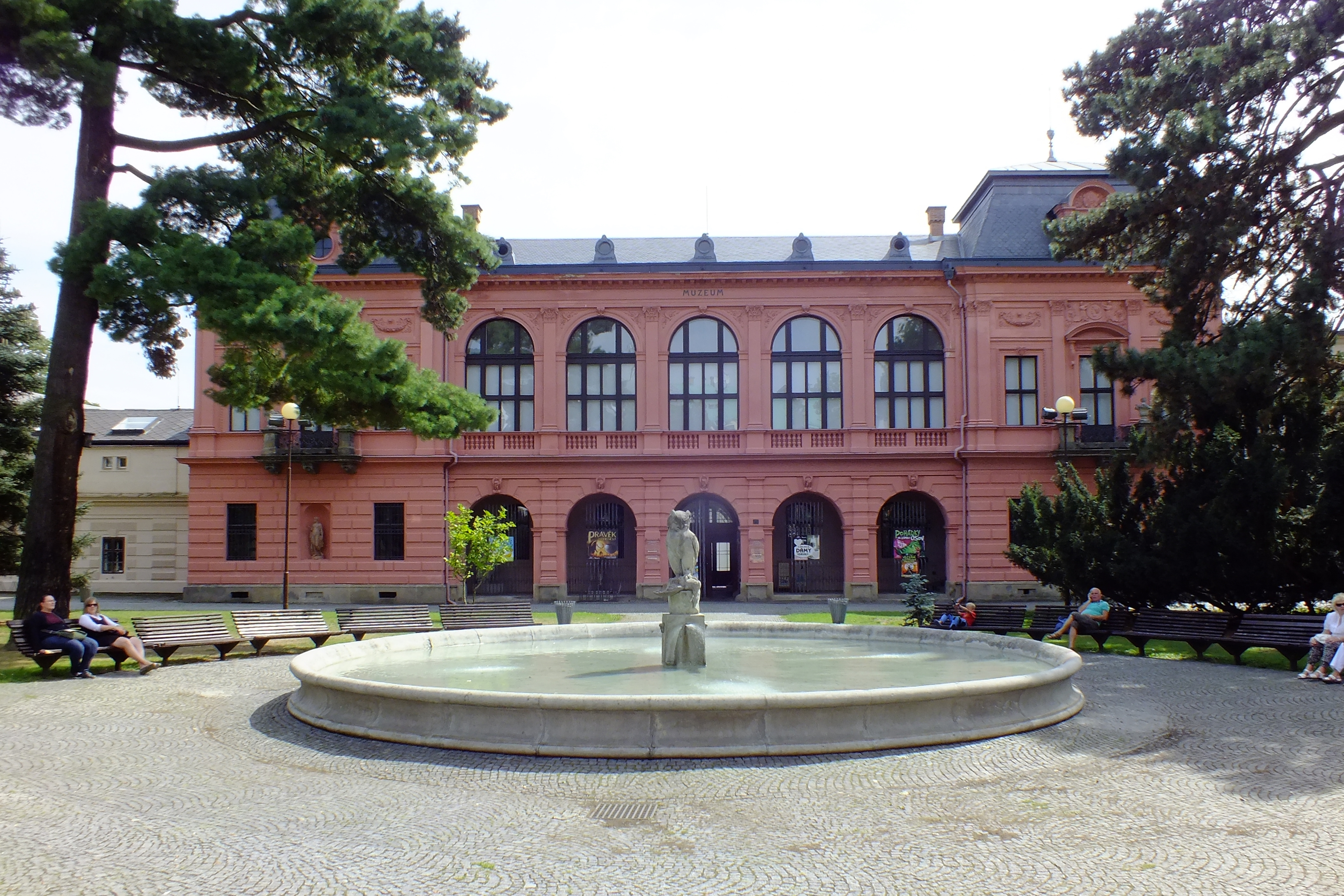
Městské muzeum
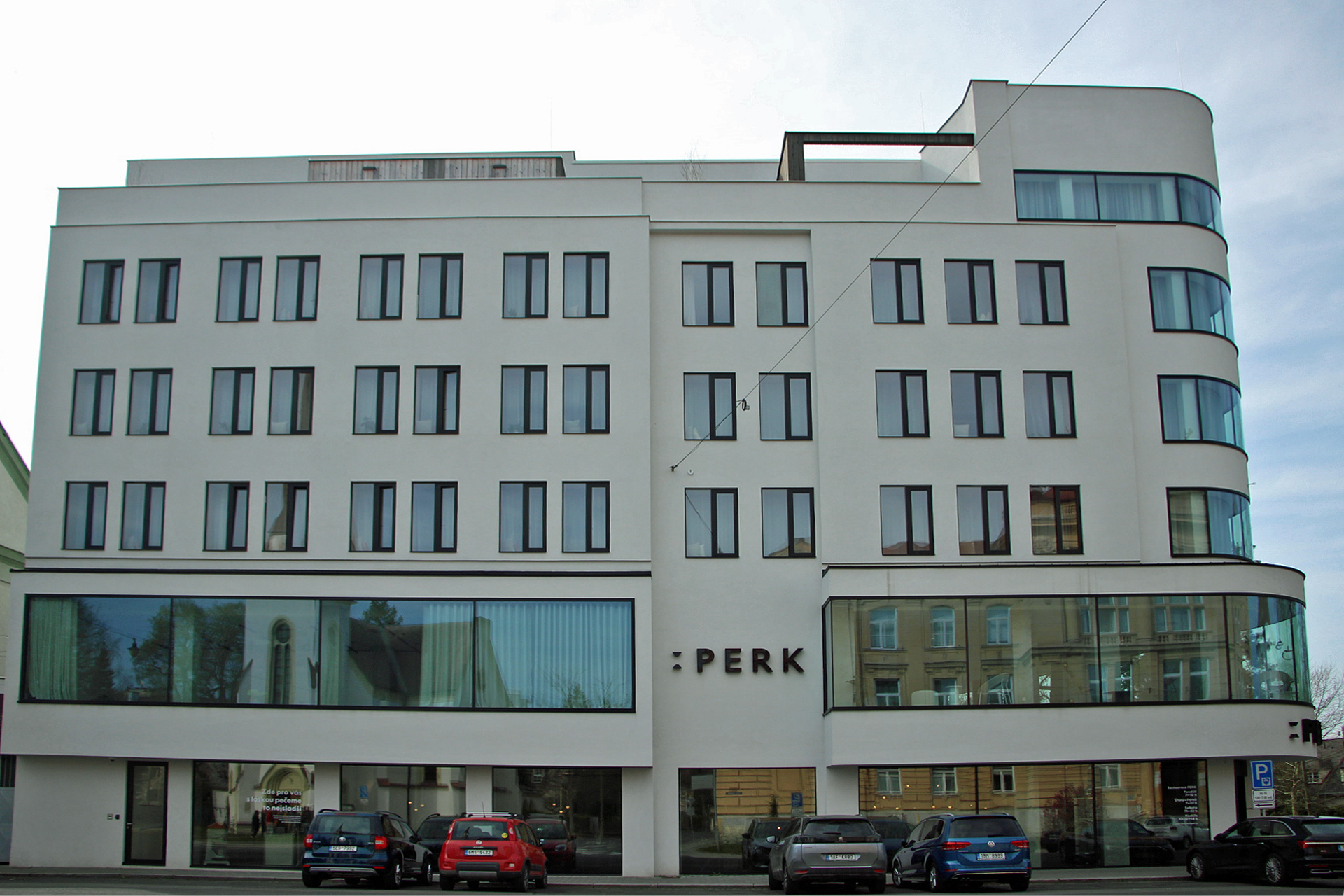
Hotel Perk